# Shirvan (thành phố)
Shirvan (tiếng Azerbaijan:Şirvan) là một thành phố thuộc Azerbaijan. Dân số thời điểm năm 2012 là 69524 người.